# Ciak d'oro 2011
La 26ª edizione dei Ciak d'oro si è tenuta il 16 giugno 2011 presso Palazzo Valentini, sede della provincia di Roma.

## Vincitori e candidati
I vincitori sono indicati in grassetto, a seguire gli altri candidati.

### Miglior film
- Habemus Papam di Nanni Moretti

### Miglior regista
- Mario Martone - Noi credevamo

### Migliore attore protagonista
- Kim Rossi Stuart - Vallanzasca - Gli angeli del male

### Migliore attrice protagonista
- Alba Rohrwacher - La solitudine dei numeri primi

### Migliore attore non protagonista
- Giorgio Tirabassi - La pecora nera
  - Alessandro Siani - Benvenuti al sud
  - Corrado Guzzanti - La passione
  - Francesco Di Leva - Una vita tranquilla
  - Rocco Papaleo - Che bella giornata

### Migliore attrice non protagonista
- Carolina Crescentini - Boris - Il film
  - Angela Finocchiaro - La banda dei Babbi Natale
  - Lorenza Indovina - Qualunquemente
  - Valentina Lodovini - Benvenuti al sud
  - Valeria Golino - L'amore buio

### Migliore produttore
- Gregorio Paonessa, Marta Donzelli, Susanne Marian, Philippe Bober, Gabriella Manfré, Andres Pfaeffli e Elda Guidinetti - Le quattro volte

### Migliore opera prima
- Ascanio Celestini - La pecora nera

### Migliore sceneggiatura
- Nanni Moretti, Francesco Piccolo, Federica Pontremoli - Habemus Papam

### Migliore fotografia
- Andrea Locatelli - Le quattro volte

### Migliore sonoro
- Paolo Benvenuti, Simone Paolo Olivero - Le quattro volte
  - Alessandro Zanon - Habemus Papam
  - Remo Ugolinelli, Alessandro Palmerini - La passione

### Migliore scenografia
- Emita Frigato - Noi credevamo
  - Paola Comencini - Benvenuti al sud
  - Paola Bizzarri - Habemus Papam
  - Alessandra Mura - Il gioiellino
  - Marco Belluzzi - Qualunquemente

### Migliore montaggio
- Jacopo Quadri - Noi credevamo

### Migliore costumi
- Ursula Patzak - Noi credevamo
  - Lina Nerli Taviani - Habemus Papam
  - Loredana Buscemi - I baci mai dati
  - Valentina Taviani - Io sono con te
  - Roberto Chiocchi - Qualunquemente

### Migliore colonna sonora
- Franco Piersanti - Habemus Papam

### Miglior manifesto
- Habemus Papam

### Migliore film straniero
- Inception di Christopher Nolan

### Ciak d'oro Mini/Skoda Bello & Invisibile
- Non è ancora domani (La pivellina) di Tizza Covi e Rainer Frimmel

## Ciak d'oro alla carriera
- Gigi Proietti

### Ciak d'oro alla rivelazione dell'anno
- Paola Cortellesi

### Super Ciak d'oro
- Antonio Albanese